# 궬프 대학교

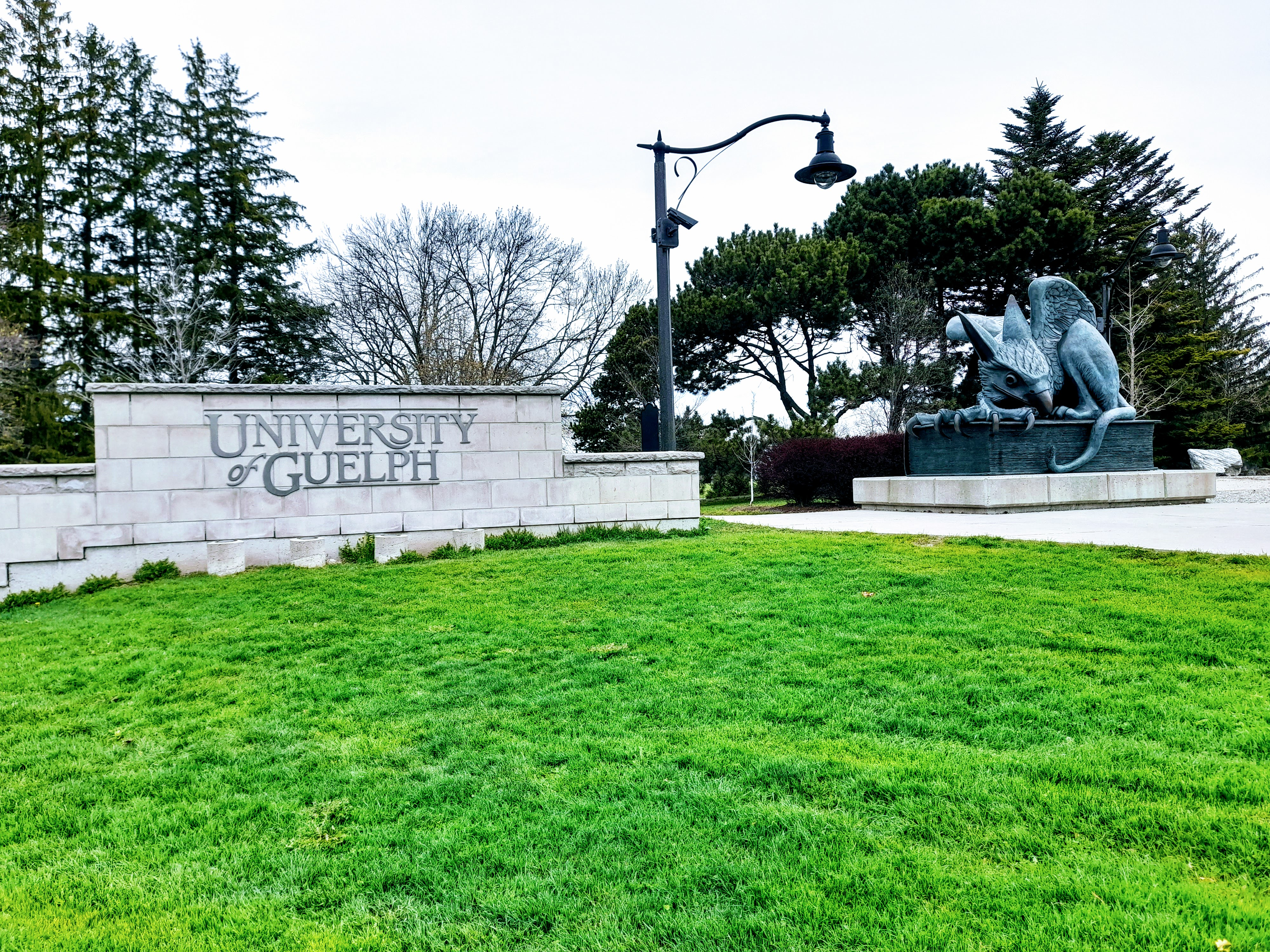
University of Guelph

궬프 (or 구엘프) 대학교 (University of Guelph)는 캐나다 온타리오주의 공립 대학교이다. 궬프 대학교는 1964년 온타리오 농업 대학 (1874), 맥도날드 연구소 (1903) 그리고 온타리오 수의 대학 (1922) 이 합병되어 설립되었으며 현재 30,000 명의 학생 (Humber, Ridgetown 캠퍼스 포함) 과 830명의 교직원을 갖춘 종합 대학으로 발전 하였다. 현재 94개의 학부과정과 48개의 대학원 과정을 운영중이다. 
궬프 대학교의 수의학 프로그램 (The veterinary medicine program) 은 캐나다에서 가장 높은 순위에 있으며 2021년 기준 세계 top 5 대학으로 선정되어 있다. 궬프 대학교의 농업 대학 (The Ontario Agricultural College) 역시 캐나다에서 가장 높은 순위로 선정되어 있으며 캐나다 농업 분야에서 가장 높은 명성을 보유하고 있다. 호텔 및 관관경영 프로그램 (The hospitality and Tourism Management program) 역시 캐나다 내에서 오랜 기간 명성을 자리잡고 있다. 분야별 세계 대학순위를 조사하는 QS World University Rankings by Subject 2022 에서 궬프 대학교는 수의학 분야에서 세계 5위, 농업분야에서 세계 20위에 랭크되어 있는 우수 대학이다.

## 도서관
McLaughlin Library 는 궬프 대학교 내에 위치한 대학 도서관으로 6층으로 이루어져 있다. 도서관 내부에는 컴퓨터 룸과 개인 스터디 룸 등 학생들이 이용할 수 있는 다양한 편의시설이 갖추어져 있다. 또한 1층에는 IT Desk 가 위치해 있어 캠퍼스내 IT 관련 문의가 필요할때 방문해 문의를 할 수 있다. 

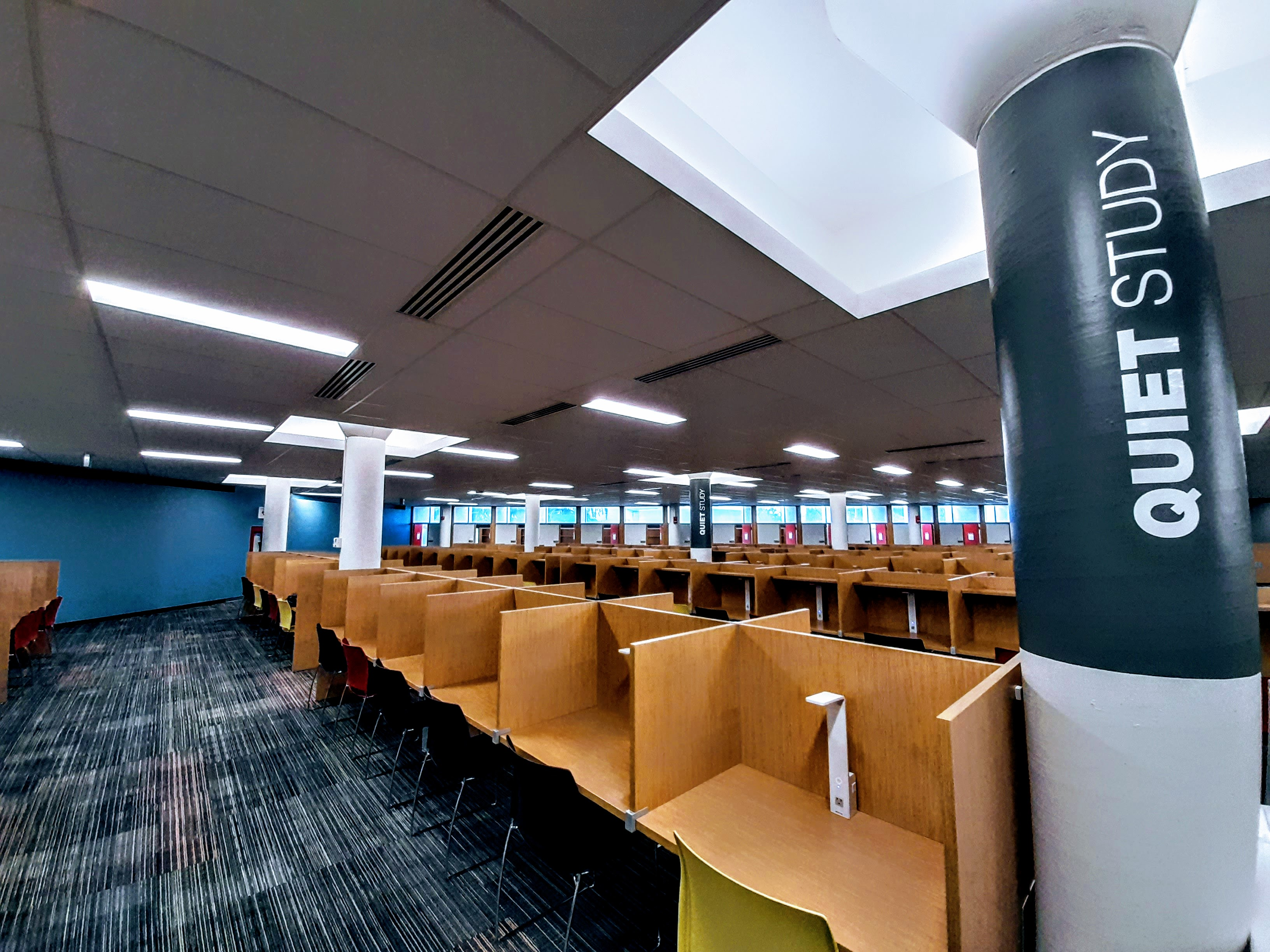
McLaughlin Library

도서관 내부 각 층마다 소파가 구비되어 있어 학생들이 잠시 휴식을 취할 수 있는 공간이 있다. 또한 식수를 받을수 있는 시설이 있어 개인 컵만 가지고 있으면 언제든지 식수를 이용할 수 있다. 개인 스터디 룸은 1인 단독 공간으로 이루어져 있어 개인 공간에서 공부 및 식사까지 할 수 있는 시설이다. 비 학기 중에는 예약없이 이용 가능하지만 학기 중에는 예약을 통해 이용이 가능하다.

## 교통
궬프 대학교는 토론토 피어슨 국제공항 (Toronto Pearson International Airport) 에서 차로 50분 거리에 위치해 있다. 대중 교통으로는 GO Transit bus 라는 시외버스를 이용할 수 있다. 궬프에는 Guelph Central Station 이라는 기차역이 있지만 기차 운행시간이 제한적이여서 기차로의 이동은 용이하지 않은 편이다. https://www.viarail.ca/en 참조
처음 토론토 공항에서 궬프 대학교로 이동시에는 Uber Taxi 나 Lyft 앱을 이용하여 이동 하는 것을 추천한다. 해당 앱 이용시 공항에서 궬프 까지 $100 이내로 이동 가능하다. 